# Mycélium vivace
Un champignon pérennant,, (ou vivace) est une forme filamenteuse terrestre (dans le sol), dans le bois (lignicole) ou sur les milieux permanents où elle subsiste en attendant de fructifier dès que les conditions sont favorables et dont le mycélium est persistant et vit plusieurs années. 
Comme pour les plantes supérieures, certains mycéliums sont annuels ou bisannuels ,, tels ceux des petites espèces, Coprins, Psathyrelles, Conocybes, qui ne se rencontrent pas plus de deux années de suite au même endroit. Le développement successif des carpophores sur un mycélium pérennant progresse soit en ligne droite, soit circulaire. 

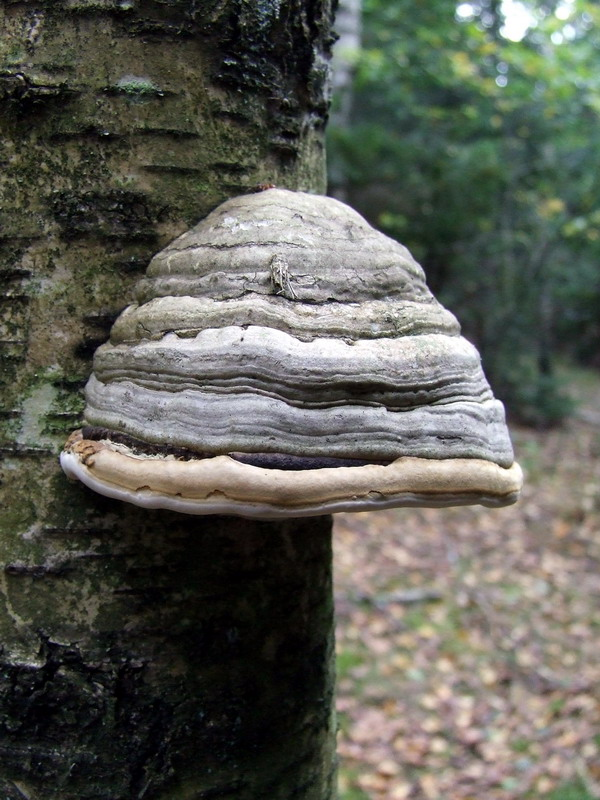
L'Amadouvier est un bon exemple de champignon lignicole pérennant. Ses chapeaux en forme de sabot de cheval sont gravés de sillons concentriques délimitant des bourrelets indiquant la croissance de chaque nouvelle couche de tubes.

Le mycélium des espèces lignicoles est dit annuel quand il ne reçoit plus de nutriments par ses hyphes après la sporulation, car il ne dure généralement que le temps nécessaire à l'épuisement des réserves nutritives de son support. Il est dit pérennant quand des couches successives de tubes (formant des zones concentriques sur les "chapeaux") chez les sporophores des polypores permettent de chiffrer leurs années d'existence, par exemple, chez l'Amadouvier ou Fomes fomentarius. C'est pourquoi les spécialistes des polypores parlent plutôt de sporophores pérennants (en anglais : perennial fruiting-body),.
C'est parmi les gros champignons terrestres que se trouvent la plupart des espèces vivaces : Russules, Lactaires, Clitocybes, Hygrophores, Entolomes, Morilles, etc. sont fidèles à leurs stations, où on les rencontre chaque année pendant fort longtemps. Les plus remarquables des champignons pérennants sont ceux qui forment des ronds de sorcières, dont le plus fameux en France est celui d'un Leucopaxillus giganteus près de Belfort de plus de 600 mètres de diamètre, l'âge du mycélium fut estimé à 700 ans.